# 29. december
29. december er dag 363 i året i den gregorianske kalender (dag 364 i skudår). Der er 2 dage tilbage af året.
Dagens navn er Noa.

### Begivenheder
Født - Dødsfald
- 1170 - Ærkebiskop Thomas Becket dræbes i sin egen katedral af riddere, der vil behage Henrik 2. af England. Becket bliver senere helgenkåret.
- 1223 - Pave Honorius 3. anerkender Franciskanerordenen, som er grundlagt i 1209 af Frans af Assisi.
- 1845 - Texas optages som den 28. delstat i USA.
- 1890 - Amerikanske tropper under oberst Forsyth massakrerer 150 sioux-indianere ved Wounded Knee.
- 1911 - Efter afskaffelsen af kejserdømmet bliver Sun Yat-sen den første præsident for Republikken Kina
- 1934 - Japan frafalder Washington Naval Treaty fra 1922 og London Naval Treaty fra 1930.
- 1937 - Den irske fristat bliver omdannet til en republik under navnet Irland da en ny forfatning vedtages.
- 1989 - Dramatikeren og systemkritikeren Vaclav Havel tages i ed som præsident i Tjekkoslovakiet.
- 1996 - Borgerkrigen i Guatemala afsluttes med fredsaftale mellem regeringen og de marxistiske oprørere.
- 1997 - Myndighederne i Hong Kong begynder at nedslagte alle kyllinger i området (1,25 millioner) for at stoppe spredning af et potentielt dødeligt udbrud af fugleinfluenza.

### Født
- 1721 - Madame de Pompadour, elskerinde til Ludvig 15. af Frankrig (død 1764).
- 1709 - Elisabeth, russisk kejserinde (død 1762).
- 1809 - William Gladstone, engelsk politiker og premierminister (død 1898).
- 1850 - August Tuxen, dansk kemiker (død 1903).
- 1876 - Pau Casals, catalansk cellist (død 1973).
- 1911 - Illona Wieselmann, dansk skuespillerinde (død 1963).
- 1928 - Bernard Cribbins, engelsk skuespiller (død 2022).
- 1932 - Inger Rauf, dansk skuespillerinde og teaterleder (død 2010).
- 1933 - Sonny Benneweis, dansk cirkusartist (død 1979).
- 1936 - Mary Taylor Moore, amerikansk skuespillerinde (død 2017).
- 1938 - Jon Voight, amerikansk skuespiller.
- 1939 - Inge Fischer Møller, dansk politiker og socialrådgiver (død 1984).
- 1940 - Dirk Brüel, dansk filmfotograf.
- 1941 - Daniel Bohr, dansk teaterinstruktør og -leder.
- 1943 - Peter Iver Johannsen, dansk generalsekretær (død 2024)
- 1946 - Marianne Faithfull, britisk sangerinde.
- 1947 - Kurt Ravn, dansk skuespiller og sanger.
- 1947 - Ted Danson, amerikansk skuespiller.
- 1948 - Poul Fischer, dansk folketingspolitiker.
- 1948 - Peter Robinson, nordirsk politiker.
- 1951 - Yvonne Elliman, amerikansk sangerinde.
- 1964 - Katrine Marie Guldager, dansk forfatter.
- 1965 - Bryan Keith Holland alias Dexter Holland. Forsanger i The Offspring.
- 1970 - Lotte Thor-Jensen, dansk tv-vært.
- 1972 - Jude Law, engelsk skuespiller.
- 1988 - Yu, tysk guitarist i Cinema Bizarre.
- 1989 - Kei Nishikori, japansk tennisspiller.

### Dødsfald
- 1170 - Thomas Becket, engelsk ærkebiskop (født ca. 1115) - myrdet.
- 1605 - John Davis, engelsk søfarer og opdagelsesrejsende (født ca. 1550).
- 1785 - Johan Herman Wessel, dansk-norsk digter (født 1742).
- 1891 - Leopold Kronecker, tysk matematiker og logiker (født 1823).
- 1916 - Rasputin, russisk munk og mystiker (født 1869).
- 1926 - Rainer Maria Rilke, østrigsk digter (født 1875).
- 1943 - Alf Tolboe Jensen, dansk modstandsmand (født 1918) - henrettet.
- 1952 - Fletcher Henderson, amerikansk orkesterleder og pianist (født 1897).
- 1956 - Betty Helsengreen, dansk skuespiller (født 1914).
- 1957 - Inger Lassen, dansk skuespiller (født 1911).
- 1963 - Paul Bergsøe, dansk civilingeniør, fabrikant og videnskabelig formidler (født 1872).
- 1986 - Harold Macmillan, tidligere engelsk premierminister (født 1894).
- 1986 - Andrei Tarkovsky, russisk filminstruktør (født 1932).
- 1994 - Tage Kaarsted, dansk historiker (født 1928).
- 2004 - Holger Jensen, dansk arkitekt og grafiker (født 1918).
- 2016 - Néstor Gonçalves, uruguayansk fodboldspiller (født 1936).
- 2016 - Ferdinand Kübler, schweizisk cykelrytter (født 1919).
- 2022 - Ruggero Deodato, italiensk filminstruktør (født 1939).
- 2022 - Pelé, brasiliansk fodboldspiller (født 1940).
- 2022 - Shabana Rehman, norsk-pakistansk komiker og samfundsdebattør (født 1976).
- 2022 - Edgar Savisaar, estisk politiker og tidligere premierminister (født 1959).
- 2022 - Vivienne Westwood, britisk modedesigner (født 1941)

|  | Denne datoartikel kan blive bedre, hvis der indsættes et (bedre) billede Du kan hjælpe ved at afsøge Wikimedia Commons for et passende billede eller uploade et godt billede til Wikimedia Commons iht. de tilladte licenser og indsætte det i artiklen. |